# 위리외 시롤라
위리외 엘리아스 시롤라(핀란드어: Yrjö Elias Sirola: 1876년 11월 8일–1936년 11월 18일)는 핀란드의 정치인, 교육자, 언론인이다.
1876년 당시 러시아 제국과 동군연합이던 핀란드 피키외에서 태어났다. 원래 성은 시렌(Sirén)이었다. 부친 칼 구스타프 시렌은 성직자였다. 위리외 시렌은 비푸리에서 중등교육을 받고 라우마 교원양성대학에 들어가 1902년 졸업했다. 이후 하툴라에서 교사로 취직했다.
1903년 핀란드 사회민주당에 입당했다. 같은 해 자유주의 성향의 신문 "콧카 사노마트"에서 잠시 일하다가 탐페레로 가서 1904년에서 1906년까지 칸산 레흐티 지 편집국에서 일했다. 이 즈음에 시롤라라는 가명을 사용하기 시작하여 평생 그 이름을 칭했다. 또 1906년 이후로는 헬싱키에서 튀외미에스 지의 편집장을 지냈다.
1905년, 시롤라는 같은 해 벌어진 총파업에서 활발한 활동을 했다. 이때만 해도 시롤라는 의회주의 투쟁의 지지자였기 때문에 혁명적이고 급진적인 분위기를 못 견디고 1906년 전당대회의 당료 선거에는 출마하지 않았다.
1907년, 러시아 차르 니콜라이 2세의 정부가 안정화되면서 1905년 혁명의 급진분자들이 여기저기서 분쇄되었다. 시롤라는 그 뒤로도 사회주의 운동에 몸담았고, 새로 만들어진 의회의원으로 선출되어 1908년과 1909년에는 의회 부의장까지 지넀다. 그러나 이후 차르주의적 억압이 강해지고 시롤라 개인의 형편이 빈궁하여 핀란드를 떠나 미국으로 이민을 가게 되었다.

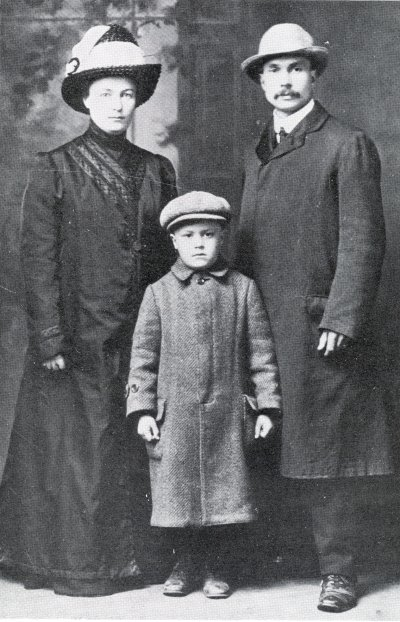
1913년 미시간주 핸콕의 시롤라 가족.

1909년 미국에 도착한 시롤라는 다른 핀란드계 이민자들을 따라 미국 상중서부에 정착했다. 1910년 미네소타주 스미스빌에 세워진 재미핀인 사회주의자연맹(ASS)의 노동인민대학 학장으로 임명되어 1913년까지 그 직을 유지했다.
원래 의회주의자였던 시롤라는 당대 미국에서 유행하던 세계산업노동자연맹의 급진적 생디칼리슴에 영향을 받게 되었다. 1912년-1913년의 ASS 내부 노선 논쟁에서 시롤라는 좌익을 옹호했다. 이 과정에서 1만 명 이상의 회원들이 갈라섰다. 상심한 가운데 시롤라는 1913년 핀란드로 귀국했다.
핀란드로 돌아온 시롤라는 사회민주당 당직자로 복귀했고, 당의 학교에서 가르치고 당보에 글을 기고하는 일을 했다. 1916년 사민당 집행위원회 위원으로 선출되었고 1917년에는 다시 의회 부의장이 되었다. 시롤라는 당내 극좌의 지도자가 되어 1917년 11월의 볼셰비키 혁명을 지지했고, 레닌이 거둔 혁명을 핀란드에서 재현할 수 있다고 생각했다.
1917년 11월 11일, 시롤라는 에베르트 후투넨과 함께 페트로그라드에 도착해 스몰니 연구소에서 레닌과 회동, 핀란드의 급진좌파가 어떻게 볼셰비키를 도울 수 있는지에 관해 논의했다. 레닌은 핀란드로부터 케렌스키 임시정부를 지지하는 병력이 내려와 볼셰비키를 분쇄할 것을 우려했고, 핀인들에게 볼셰비키가 권력을 장악했듯 당신들도 총파업을 일으키라고 권고했다.
레닌의 의도와 달리 시롤라와 후투넨은 레닌과의 회동에서 별로 좋은 인상을 받지 못했다. 볼셰비키의 권력 장악은 위태로웠고, 핀란드 사민당이 볼셰비키 정부의 존속을 돕는 방향으로 움직이는 것은 위험해 보였다. 사민당의 의회주의자들 사이에서 이런 신중론이 공유되었지만, 당내 극좌파들은 그럼에도 혁명 진행을 가속하여 11월 14일 총파업을 일으켰다. 시롤라는 이때 파업을 통제한 세 명의 사민당 지도자 중 한 명으로 참여했다.
각 지역마다 총파업에 대한 반응은 제각기 달랐다. 적위대에게 비협조적인 곳이 있는가 하면 파업 동참을 완강히 거부하는 사업장의 문에 못이 박히는 곳도 있었다. 파업의 성공은 노동계급 내에 1주일 전 볼셰비키들이 그러했듯 국가 권력을 완전히 장악해야 한다는 압력을 형성시켰다. 하지만 시롤라는 여전히 무장 투쟁은 이르다고 생각했다. 11월 16일 아침 일찍 소집된 사민당 혁명평의회 회합에서 시롤라는 독일의 러시아 공격이 결정적인 상황에서 신중한 행동으로 의회에서 양보를 받아내 식량을 확보하고 총파업에 참여했던 노동자들의 임금을 지급받는 것을 우선해야 한다고 주장했다. 그러나 신중론을 주장한 의회주의자들은 소수였고, 오전 5시에 이루어진 투표에서 14대 11로 혁명을 통한 정권 장악이 결의되었다. 혁명평의회가 재소집되었으나 시롤라는 의회주의자들과 함께 참여를 거부했다. 결국 새로 조직된 혁명평의회는 한 발 물러나 무장봉기가 아닌 부르주아 정당들을 공격적으로 압박해 양보를 받아내자고 결정했다.
하지만 적위대는 제멋대로 부르주아 저명인사들을 잡아 가두기 시작했고, 혁명을 향한 질주는 이미 시작되고 있었다. 11월 18일, 한 무리의 성난 철도노동자들이 사민당 지도부에게 찾아와 당주석 쿨레르보 만네르의 면전에다 대고 “당신들은 노동자들을 배신했다. 파업은 사회주의 정부가 수립될 때까지 계속되어야 한다”고 말하는 지경에 이르렀다. 같은 날 밤 파업위원회가 소집되어 사회주의 정부를 지지할 것과 모든 권력이 노동자들의 손에 들어오는 목표가 달성될 때까지 적위대는 무장을 해제해서는 안 된다고 명령했다. 보수 성향의 페르 에빈드 스빈후부드가 수반을 맡고 있던 원로원은 사민당에게 양보하기를 거부했고, 의회에서는 투표권 획득 연령을 하락시키고 소작농들에게 즉시 투표권을 부여하자는 내용의 법안이 부결되었다. 스빈후부드 원로원에는 사회주의자가 단 한명도 포함되지 않았으나 11월 24일 100대 80으로 의회의 인준을 받는 데 성공했다. 의회에서 암투가 계속되는 동시에 적위대의 무장 행동도 이루어져 이곳저곳에서 약 34명이 죽었다. 이렇게 적대행위가 지속되면서 좌우익 양자 사이에는 넘을 수 없는 벽이 만들어졌다. 보수파가 다수를 차지한 의회에서 적위대의 무장해제와 입헌군주국 수립을 선언함으로써 내전이 시작되었다
1918년 1월 19일, 비푸리에서 적위대와 보수 백위대 사이에 회전이 벌어졌고, 러시아군이 동맹군을 도우러 왔다.
 1월 27일에서 28일로 넘어가는 밤 적위대가 헬싱키 시내를 장악했다. 만네르헤임 남작이 이끄는 백핀란드는 핀란드 국토의 북쪽 6분의 5를 장악하고 있었고, 적핀란드는 남쪽의 6분의 1을 장악하고 있었는데, 적군 장악 지역에 포리, 투르쿠, 탐페레, 헬싱키, 콧카, 리히매키, 비푸리 등 대도시들이 소재하여 인구의 절반을 장악하고 있었으므로 전력 자체는 비등비등했다. 혁명정부인 핀란드 인민대표단이 선포되었고 시롤라는 혁명내각에서 외무대표를 맡았다.
내전은 중간을 넘어설수록 만네르헤임의 우월한 장교진과 독일군의 지원을 받은 백군에게로 승기가 기울었다. 1918년 봄이 되면 적군의 패배가 이미 기정사실화되었고, 시롤라는 다른 지도부와 함께 러시아로 빠져나갔다. 4월 7일, 페트로그라드에서 모인 핀란드 사회주의 지도자들은 다양한 방안을 논의한 끝에 시롤라가 페트로그라드에 사무실을 개설했고, 3일 뒤부터 적핀란드 난민들이 들어오기 시작했다. 적핀란드의 포기는 1918년 4월 14일 공식 정책이 되었다.
핀란드 사회주의 노동자 공화국은 결국 1918년 5월 15일 멸망했다.
1918년 8월 말 모스크바에서 핀란드 공산당이 창당될 때 시롤라도 거기 참여했다. 새 당의 중앙위원회는 페트로그라드에 소재했으며, 핀란드어와 스웨덴어로 된 일간지와 잡지를 발행했다. 핀란드 국내에는 공산당의 지하조직들이 만들어져 선전 작업을 담당했다.
1919년 1월, 핀란드 공산당은 코민테른 결성에 참여하기로 결정했고 시롤라는 그해 3월 초 열린 코민테른 창당대회에 대표로 파견되었다.
핀란드에서의 실패한 혁명의 결과 1918년 7월 기준 73,915 명의 포로가 백핀란드의 손에 떨어졌고, 그 중 11,783명이 그해 11월 초를 못 넘기고 굶어 죽거나, 병들어 죽거나, 학살당해 죽었다. 그럼에도 시롤라는 의회주의에 반대하고 혁명적 방법을 천명해야 한다는 태도를 고수했다.
시롤라는 코민테른 집행위원회에서 핀란드 공산당을 대표하는 위원으로 참여했다. 1920년의 제2차 코민테른 세계 대회에는 참여치 않았지만 1921년의 제3차 세계 대회와 1922년 6월의 제2차 총회에는 참여했다.
시롤라는 1925년에서 1927년 사이에는 미국 공산당의 코민테른 대표를 겸임했다. 미국에 있을 동안은 "프랭크 밀러(Frank Miller)"라는 가명을 사용했다.
1930년 시롤라는 코민테른 당직을 사임하고 카렐리야 소비에트 사회주의 자치공화국 교육인민위원이 되었다. 또 레닌그라드의 서방 소수민족 공산주의 대학교의 핀인 및 에스토니아인 학부와 모스크바의 국제 레닌 학교에서 정기적으로 강의를 했다.
위리외 시롤라는 1936년 11월 18일 모스크바에서 뇌졸중으로 죽었다. 향년 60세
1957년 시롤라의 유해를 화장한 재가 핀란드로 옮겨져 헬싱키 말미 묘지에 재매장되었다.
바나야늘린나에 시롤라의 이름을 딴 핀란드 공산당의 민중고등학교가 1946년에서 1994년까지 존재했다.